# جوستافو كولمان
جوستافو كولمان (بالإسبانية: Gustavo Colman)‏ (19 أبريل 1985 بيلار، مقاطعة بوينس آيرس الأرجنتين - ) هو لاعب كرة قدم أرجنتيني، يلعب كلاعب وسط.

## وصلات خارجية
جوستافو كولمان على موقع الاتحاد الأوربي (الإنجليزية)
- جوستافو كولمان على موقع اتحاد تركيا (لاعب) (الإنجليزية)
- جوستافو كولمان على موقع قاعدة بيانات كرة القدم.إي يو (الإنجليزية)
- جوستافو كولمان على موقع Soccerway.com (الإنجليزية)
- جوستافو كولمان على موقع عالم كرة القدم.نت (الإنجليزية)
- جوستافو كولمان على موقع AS.com (الإسبانية)